# Eupithecia albibasalis
Eupitecia albibasalis es una especie de polilla de la familia Geometridae. La especie fue descrita por primera vez por William Schaus en 1913 con distribución en Costa Rica. El sintipo de la especie fue descrita en Juan Vinas, a aproximadamente 1500 metros (4921,3 pies) de altitud.